# Великомежиричская сельская община
Великомежиричская сельская община (укр. Великомежиріцька сільська громада) — территориальная община в Ровненском районе Ровненской области Украины.
Административный центр — село Великие Межиричи.
Население составляет 7997 человек. Площадь — 191,4 км².
В соответствии с распоряжением Кабинета Министров Украины от 12 июня 2020 года, в состав общины вошла территория Великомежиричского, Ивановского, Невирковского, Самостреловского, Свитановского, Столпинского и Щекичинского сельских советов упразднённого Корецкого района.

## Населённые пункты
В состав общины входит 16 сёл:
- Великие Межиричи
  - Дивень
  - Заставье
  - Колодиевка
- Невирковский старостинский округ:
  - Жерновка
  - Невирков
- Самостреловский старостинский округ:
  - Березовка
  - Городище
  - Ивановка
  - Самострелы
  - Столпин
- Свитановский старостинский округ:
  - Бокшин
  - Бранев
  - Свитанок
- Щекичинский старостинский округ:
  - Малая Совпа
  - Щекичин